# Élections sénatoriales de 2020 au Dakota du Nord
Les élections sénatoriales de 2020 au Dakota du Nord ont lieu le 3 novembre 2020 afin d'élire 23 des 47 membres du Sénat de l'État américain du Dakota du Nord.

## Système électoral
Le Sénat du Dakota du Nord est la chambre haute de son parlement bicaméral. Il est composé de 47 sièges pourvus pour quatre ans mais renouvelé par moitié tous les deux ans au scrutin uninominal majoritaire à un tour dans autant de circonscriptions que de sièges à pourvoir.

## Résultats
|       | Parti républicain | 37 | 19 | 22 | 40 | 3             |  |  |  |
|       | Parti démocrate   | 10 | 4  | 1  | 7  | 3             |  |  |  |
|       |                   |    |    |    |    |               |  |  |  |
| Total | Total             | 47 | 23 | 23 | 47 | en stagnation |  |  |  |